# Richmond, Virginia

Richmond är huvudstaden i delstaten Virginia i USA och är ett countyfritt område (independent city). Staden hade 226 000 invånare år 2020, vilket gör den till delstatens fjärde största stad. Den bosattes en kort tid (1609-11) av engelsmän från Jamestown. Staden grundades 1737 och ersatte 1780 Williamsburg som huvudstad i kolonin Virginia. Namnet kommer från Richmond i London.

## Historia
De första engelsktalande personerna som permanent bosatte sig i Richmond var Christopher Newport och John Smith, som seglade uppför James River 1607. Staden kallades emellertid inte "Richmond" förrän 1737. Namnet kommer från Richmond utanför London i Storbritannien. År 1780 blev Richmond huvudstad i Virginia efter Williamsburg.
Under amerikanska inbördeskriget var Richmond huvudstad för Amerikas konfedererade stater. När konfederationens armé tvingades till reträtt den 2 april 1865 brände de staden. 

## Geografi
Stadens totala yta omfattar 162,0 km². 155,6 km² är land och 6,4 km² är vatten. James River flyter genom Richmond och som nedströms mynnar ut i Hampton Roads.

## Styre och rättsväsen
Richmond är delstaten Virginias huvudstad och säte för Virginias generalförsamling, Virginias guvernör samt Virginia Supreme Court.
Staden är även säte för den federala appellationsdomstolen United States Court of Appeals for the Fourth Circuit.

## Kommunikationer
Richmond ligger vid korsningen mellan Interstate 64 och Interstate 95 som är två av Virginias mest trafikerade vägar. Flygplatsen i Richmond heter Richmond International Airport. Staden har två järnvägsstationer och persontrafik med Amtrak till bland annat Washington, D.C., Philadelphia och New York.

## Kända personer från Richmond

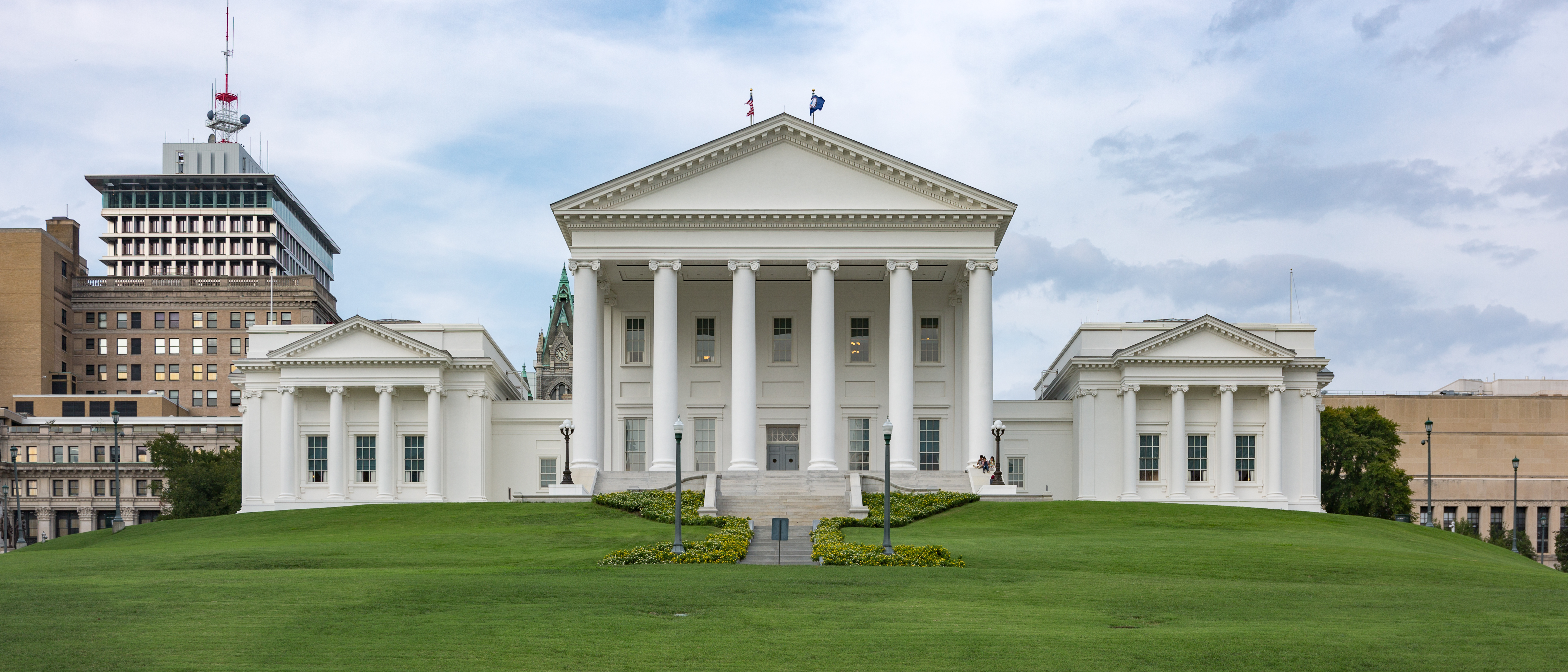
Virginia State Capitol, ritad av Thomas Jefferson, är säte för Virginias generalförsamling.

- Arthur Ashe, tennisspelare, har ett minnesmärke på Monument Avenue
- Warren Beatty, skådespelare
- Patricia Cornwell, författare
- Augustus Lukeman, skulptör
- Shirley MacLaine, skådespelare
- Edgar Allan Poe, bodde som ung i Richmond
- Bill "Bojangles" Robinson, skådespelare och steppdansare
- Erik Larson, gitarrist i det klassiska sydstatsbandet Alabama Thunderpussy
- Bryan "The butcher" Cox, trummis i Alabama Thunderpussy
- Douglas Wilder, politiker, guvernör i Virginia 1990–1994
- Lamb of God, musikgrupp
- Noah Sebastian, sångare i Bad Omens

## Sevärdheter
- Saint John's Church, byggd 1740; här höll patrioten Patrick Henry sitt berömda "frihet eller död"-tal 1795.
- Old Stone House, från cirka 1686, ett museum till minne av Edgar Allan Poe
- Maymont Park, (400 000 m²), med stora grönområden, vilda växter och djur, bland annat bufflar
- State Capitol, ritad av Thomas Jefferson, med den enda staty av George Washington som denne personligen stod modell för
- Virginia Museum of Fine Arts, med bland annat kronjuveler tillverkade av Peter Carl Fabergé